# Ana Avstrijska
Ana Avstrijska (Ana Marija Mavricija), španska princesa in kasneje francoska kraljica, * 22. september 1601, Valladolid v Španiji, † 20. januar 1666, Pariz.
Bila je žena Ludvika XIII. Francoskega in regentka svojemu mladoletnemu sinu Ludviku XIV. (1643-1651). Med njenim regentstvom je bil prvi minister kardinal Mazarin.
Bila je hči habsburških staršev, kralja Filipa III. Španskega in Margarete Avstrijske, vnukinje  cesarja Svetega rimskega cesarstva Ferdinanda I.
Poroka med Ludvikom in Ano je bila sklenjena, ko sta bila oba stara 14 let z namenom, da se utrdi politična zveza med kraljestvoma. Nikdar se nista osebno zbližala. Ana je ohranjala zvezo s španskim dvorom in v svoje spletke so jo zapletali politični nasprotniki prvega ministra kardinala Richelieua. Izgubila je 4 otroke, preden je v 37. letu starosti rodila Ludvika, kasnejšega kralja in dve leti kasneje Filipa, vojvodo Orleanskega.
Po smrti Ludvika XIII. je postala regentka svojemu mladoletnemu sinu Ludviku XIV. Njen svetovalec in prvi minister je bil kardinal Mazarin, ki ji je bil tudi osebno blizu. Z njegovo politično spretnostjo ji je po hudih bojih končno uspelo obvladali upor visokega plemstva poznan kot fronda. Vpliv na dvoru je ohranila tudi potem, ko je kralj formalno prevzel oblast, vse do Mazarinove smrti 1661, ko je  stopila v samostan.
Sodobniki so jo opisali kot bleščečo, iznajdljivo osebo in v romanu Aleksandreja Dumasa Trije mušketirji ima eno ključnih vlog.
Ana je imela 2 sina:
1. Ludvik XIV., francoski kralj, * 5. september 1638, † 1. september 1715, poročen Marija Tereza, hčerka španskega kralja Filipa IV.
2. Filip, vojvoda Orleanski, * 21 september 1640, † 8 junij 1701, poročen Henrietta Anne of England in drugič: Elizabeth Charlotte of the Palatinate